# 지례중학교
지례중학교(知禮中學校)는 경상북도 김천시 지례면 교리에 있었던 공립 중학교이다.

## 학교 연혁
- 1947년 11월 5일: 지례중학교 설립 개원
- 1951년 10월 29일: 지례중학교 설립 인가 (초대 김종우 교장 취임)
- 1951년 11월 21일: 지례중학교 개교
- 1972년 2월 4일: 지례상업고등학교 인가
- 2014년 2월 12일: 중학교 제63회 5명 졸업, 누계 7,410명
- 2014년 3월 1일: 제26대 강동로 교장 취임
- 2017년 2월 28일: 폐교 및 인근 학교와 기숙형 중학교 지품천중학교로 통합[1], 66년만에 폐업

## 참고 자료
- 지례중학교 - 한국교육학술정보원 학교알리미